# Oskar Werner
Oskar Werner, rodným jménem Oskar Josef Bschliessmayer (13. listopadu 1922 Vídeň – 23. října 1984 Marburg) byl rakouský herec, jehož kariéra kulminovala v 50. a 60. letech 20. století.

## Život
Již ve 30. letech 20. století si získal kredit jako divadelní herec ve vídeňském Burgtheateru. Ve 40. letech vstoupil na plátna rakouských kin. Roku 1950 pak podepsal smlouvu v Hollywoodu s firmou 20th Century Fox, ve Spojených státech amerických poté natočil snímky jako válečné drama Anatola Litvaka Decision Before Dawn (1951), špionážní thriller podle románu Johna le Carré Špión, který přišel z chladu (1965) za který získal Zlatý glóbus za nejlepší mužský herecký výkon ve vedlejší roli, Loď bláznů (1965), za nějž obdržel cenu New York Film Critics Circle pro nejlepšího herce a byl nominován na Oscara, nebo "vatikánské drama" Boty svatého Petra (1968). Roku 1975 se objevil také jako protihráč Petera Falka v jednom z dílů seriálu Columbo (Vražda na videu). Souběžně točil ale i v Evropě, ve francouzské produkci např. životopisné drama Lola Montès (1955) nebo romantické drama Jules a Jim (1962), kde vytvořil mileneckou dvojici s Jeanne Moreau (režie François Truffaut).
Největší úspěch kariéry si však připsal v produkci britské, když získal hlavní roli ve slavném sci-fi snímku 451° Fahrenheita (1966), natočeném podle předlohy Raye Bradburyho. Doma v Rakousku ztvárnil hlavní roli ve válečném dramatu Der letzte Akt (1955) pod vedením Georga Wilhelma Pabsta. V 70. letech se začaly na jeho kariéře projevovat problémy s alkoholem. Natočil již jen jediný snímek, britský film Pouť zatracených (1976). Pokusy o comeback v 80. letech ztroskotaly. Pohřben je podle svého přání v Lichtenštejnsku, kde v časech své největší slávy hledal azyl a žil inkognito.